# Gründereffekt

Beispiel: eine Stammpopulation (links) und drei mögliche neue Gründerpopulationen (rechts)

Der Gründereffekt, englisch Founder Effect, beschreibt eine genetische Abweichung einer isolierten Population oder Gründerpopulation (z. B. auf einer Insel) von der Stammpopulation (z. B. auf einem Festland). Diese Abweichung entsteht hier also aufgrund der geringen Anzahl an vorhandenen Allelen der an ihrer Gründung beteiligten Individuen und nicht infolge unterschiedlicher Selektionsbedingungen.
Dieser Effekt wurde erstmals von Moritz Wagner in mehreren Abhandlungen beschrieben, die gesammelt 1889 als Die Entstehung der Arten durch räumliche Sonderung erschienen. Unter seinem heutigen Namen wurde er von Ernst Mayr 1942 in seinem Werk Systematics and the Origin of Species from the Viewpoint of a Zoologist erwähnt.
Der Effekt hat eine deutlich geringere geno- und phänotypische Variabilität der Nachkommen zur Folge, da die Gründerindividuen den Genpool der Ausgangsart in der Regel nur unvollständig repräsentieren. Daraus können sich verringerte Überlebenschancen beim Auftreten extremer Umweltbedingungen und ein Mangel an Ausgangsmaterial für die genetische Selektion ergeben. Je nach den in der Gründerpopulation vorhandenen Allelen kann die Population auch mehr oder weniger empfänglich für Purging werden. Der Gründereffekt kann somit zum leichteren Aussterben kleiner, isolierter Populationen beitragen. Viele der in Restpopulationen im Freiland überlebenden oder in Erhaltungszuchten geretteten Tier- und Pflanzenarten unterliegen dem Gründereffekt.
Die Fixierungswahrscheinlichkeit eines Allels ist im Allgemeinen gleich ihrer anfänglichen Allelfrequenz. Entsteht z. B. durch Mutation ein neues Allel, so tritt dieses einmal unter 2N Allelen in N diploiden Individuen auf. Die Allelfrequenz des neuen Allels ist demnach 1 / (2N), und dies ist auch die Wahrscheinlichkeit, mit der sich dieses Allel durchsetzen wird. Daher können sich vorteilhafte Allele in kleinen Populationen mitunter leichter durchsetzen als in großen.
Der Gründereffekt kann in einigen Fällen zur Entstehung neuer Arten (Artbildung) führen; bei der Zucht von Rassehunden und Rassekatzen kann er eine Ursache für das Vorkommen rassespezifischer Erbkrankheiten sein.

## Beispiele
Ein Beispiel für eine natürliche Gründung neuer Populationen stellen die Galapagosfinken auf den Galapagosinseln dar: Obwohl die Inseln ca. 1000 Kilometer von der südamerikanischen Küste entfernt sind, gelangten durch einen Sturm vor etwa 3 Millionen Jahren zufällig einige wenige Finken auf sie. Sie vermehrten sich zu einer Gründerpopulation, welche sich hier anpasste, und aus der durch adaptive Radiation mehrere neue Arten entstanden sind.
Ein Beispiel für eine abnehmende genetische Variation sind die ursprünglich aus Nordamerika stammenden Waschbären: 1934 wurden in Nordhessen zwei Individuen freigelassen, die sich fortpflanzten und eine neue schnell anwachsende Waschbärenpopulation gründeten, deren genetische Variation aber entscheidend geringer ist als die der amerikanischen Waschbären.
Aufgrund des Gründereffekts erstreckte sich 2007 die größte bekannte Superkolonie der Argentinischen Ameisen über 6000 km von Galicien bis Italien: Nur sehr wenige Individuen wurden als Neozoen verschleppt, damit auch nur wenig genetische Vielfalt – davon sind auch Gene betroffen, die bei der Produktion von „kutikularen Kohlenwasserstoffen“ mitwirken. Anhand dieser chemischen Signatur erkennen Ameisen Mitglieder ihrer eigenen Kolonie und können sie von anderen Kolonien unterscheiden. Da sich aber aus anfänglich nur wenigen Individuen eine ganze Population bildet, besitzt die gesamte Population ähnliche Anlagen für die Erkennung von Koloniemitgliedern – sie sind untereinander nicht mehr aggressiv; die einzelnen Bauten stehen in ständigem Kontakt untereinander und agieren gemeinsam.
Auch beim HIV-1-Virus kommt es zu einem stark ausgeprägten, wissenschaftlich noch nicht voll verstandenen Gründereffekt.